# Södervidinge station
Södervidinge station är en småort i Södervidinge socken i Kävlinge kommun. 
Samhället uppstod som station vid Malmö–Billesholms Järnväg, som öppnade 1886. Stationen stängdes på 1960-talet.
Södervidingebagaren har sitt bageri där.